# Giancarlo Cella
Giancarlo Cella (* 5. září 1940, Bobbio, Italské království) je bývalý italský fotbalový obránce a trenér.

## Kariéra

### Klubová
Vyrůstal v mateřském klubu Bobbiese a poté, ještě jako mládežník odešel do Piacenzy. První utkání odehrál v sezoně 1957/58 dne 13. října 1957 proti Lucchese. V roce 1958 přestoupil do Turína, s nímž debutoval v Serii A v sezóně 1958/59 , ve věku něco málo přes 18 let, 19. října 1958 proti Triestině. Za býky odehrál celkem šest sezón, proloženou sezonou na hostování v druholigové Novaře.
V roce 1965 byl prodán do Catanie, kde odehrál pouze jednu sezónu, která skončila sestupem týmu do Serie B. Poté se odešel do Atalanty, se kterou hrál další dvě sezony v nejvyšší lize. V roce 1968 ho koupil Inter. Hrál zde tři sezóny, ve které vyhrál svůj jedenáctý titul (1970/71).
V roce 1971 se vrátil do Piacenzi, kde po jedné sezoně ukončil po 12 sezónách v nejvyšší lize, svou kariéru.

### Reprezentační
Za olympijskou reprezentaci odehrál dva zápasy na OH 1960, kde obsadil 4. místo.

## Statistika

### Reprezentační

#### Statistika na velkých turnajích
| Reprezentace | Rok     | Zápasy             | Zápasy | Zápasy         | Zápasy           | Zápasy           | Zápasy   |
| Reprezentace | Rok     | Fáze turnaje       | Datum  | Soupeř         | Odehraných minut | Vstřelené branky | Výsledek |
| ------------ | ------- | ------------------ | ------ | -------------- | ---------------- | ---------------- | -------- |
| Itálie       | OH 1960 | 2 zápas ve skupině | 29. 8. | Velká Británie | 90               | 0                | 2:2      |
| Itálie       | OH 1960 | O 3. místo         | 9. 9.  | Maďarsko       | 90               | 0                | 1:2      |

## Úspěchy

### Klubové

#### Národní
- vítěz italské ligy (1x)

Inter: 1970/71

### Reprezentační
- 1x na OH (1960)